# Raitz von Frentz

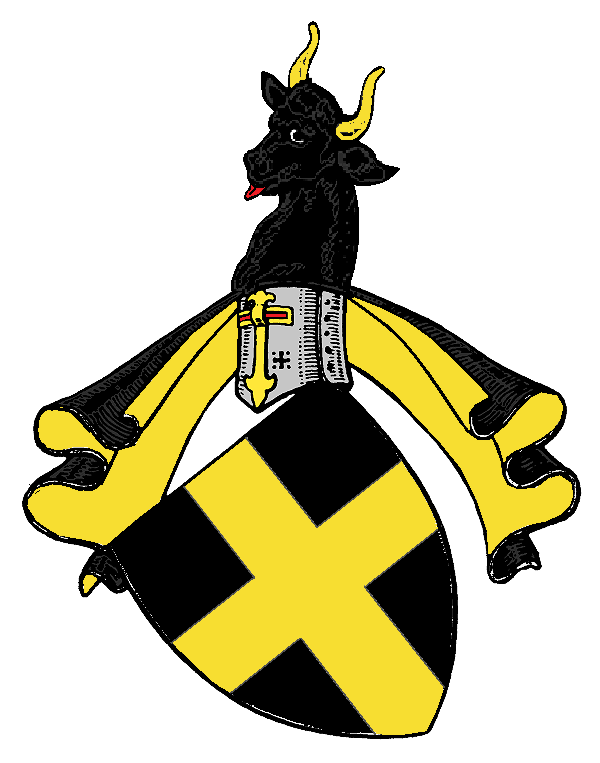
Stammwappen der Raitz von Frentz

Raitz von Frentz ist der Name einer freiherrlichen Familie, die zum deutschen Uradel zählt. Die Raitz von Frentz sind von der im 14. Jahrhundert ausgestorbenen Dynastenfamilie „von Frenz“ aus dem Hause Limburg zu unterscheiden.

## Geschichte
Die Raitz von Frentz gehören zu den ältesten Schöffen- und Rittergeschlechtern Kurkölns. Ein Razo bzw. Razzonis wird als Zeuge des Bischofs Wichfrid von Köln erstmals im Jahr 948 urkundlich genannt. Die sichere Stammreihe beginnt mit einem Ministerialen der Abtei St. Pantaleon zu Köln, 1106–1154. Im Mittelalter stellte die Familie zahlreiche Bürgermeister der freien Reichsstadt Köln und Mitglieder ihres engeren Rats, der so genannten Richerzeche.
Rutger Raitz (II.) war Ritter und Schöffe in Köln. 1321 war er Mitglied des engeren Rats und der Richerzeche. 1320 war er Gesandter Kölns am Hofe von Papst Johannes XXII. zu Avignon. Er kaufte den späteren Raitzenhof in der Drankgasse (curia Razonis). In zweiter Ehe heiratete er Ida von Heppendorf, Tochter von Gerhard III von Heppendorf, Edelvogt von Köln, und der Kunigunde von Alpen. Damit war Rutger Raitz (II.) mit einer großen Zahl der rheinischen und westfälischen Dynasten verschwägert. Nach dem Tod von Rutger (II.) heiratete Ida 1330 den Grafen Ruprecht III. von Virneburg. Ihr Sohn Rutger Raitz (III.) erwarb im Jahre 1347 die bei Quadrath-Ichendorf gelegene Burg und Herrlichkeit Frentz (heute: Schloss Frens) von seinem Stiefvater, dem Grafen Ruprecht III. von Virneburg. Sie war früher im Besitz eines Edelherrengeschlechts von Frenz, das aus dem Stamme der Herzöge von Jülich hervorgegangen war. Von diesem Besitz führte das Geschlecht den Namensbestandteil „von Fren(t)z“. Die Herrschaft Frentz war zunächst ein Allod, d. h. frei und nicht abhängig von einem Lehnsherren, und lag zwischen dem Kurfürstentum Köln und dem Herzogtum Jülich-Kleve-Berg. Anfang des 15. Jahrhunderts geriet die Herrschaft Frentz in die Lehnsabhängigkeit, ein Teil der Herrschaft in die Lehnsabhängigkeit des Kurfürsten von Köln und ein anderer Teil in die Lehnsabhängigkeit des Herzogs von Jülich-Kleve-Berg.
Angehörige der Familie gehörten zur rheinischen Reichsritterschaft. Diese Zugehörigkeit leitete sich aus dem Besitz mehrerer reichsunmittelbarer Herrschaften ab. Seit 1620 wurden sie auch mit dem Erbkämmeramt des Erzstiftes Köln belehnt.
Im Jahr 1635 wurde die Linie „Raitz von Frentz zu Kendenich und Stolberg“, die 1746 im Mannesstamm ausstarb, in den Reichsfreiherrenstand erhoben. Die Herrschaft Kendenich kam Anfang des 16. Jahrhunderts durch die Heirat des Robert Raitz von Frentz mit Agnes von Orsbeck zu Kendenich in den Besitz der Raitz von Frentz. Burg und Herrschaft Stolberg kamen durch die Heirat des Ferdinand Reichsfreiherr Raitz von Frentz zu Kendenich mit Odilia Maria Freiin von Efferen zu Stolberg, Tochter von Freiherr Johann Dietrich von Efferen und der Gertrud, geborene von Metternich, am 28. September 1648, in den Besitz der Raitz von Frentz.
Im Jahr 1512 heiratete Winand Raitz von Frentz die Maria von und zu Schlenderhan, deren Familie im Mannesstamm ausstarb, und begründete die heute noch blühende Linie „Raitz von Frentz von und zu Schlenderhan“. Durch diese Heirat kam die Herrschaft Schlenderhan in den Besitz der Familie. Seitdem führt diese Linie das vereinigte Wappen der „Raitz von Frentz“ und der „von und zu Schlenderhan“. Die Erhebung dieser Linie in den Reichsfreiherrenstand als „Raitz von Frentz von und zu Schlenderhan und Kleinenbruch“ erfolgte am 15. Juli 1650.
Am 25. Oktober 1652 wurde die Linie „Raitz von Frentz von und zu Schlenderhan“ vom Kölner Kurfürsten Maximilian Heinrich mit Odenkirchen und dem damit verknüpften Amt des Erbburggrafen des Erzstiftes Köln belehnt.
Am 11. Juni 1672 erhielt die Familie das Inkolat in Böhmen. Damit verbunden war die Befähigung zum Erwerb landtäflicher Güter, das Recht zur Teilnahme an den Landtagen und zur Bewerbung um Ämter, die den Mitgliedern der Landstände vorbehalten waren.
Der Freiherrenstand wurde am 15. Juni 1826 für Adolf Freiherrn Raitz von Frentz von und zu Schlenderhan und seinen Vetter Emmerich Joseph Freiherr Raitz von Frentz zu Kellenberg sowie für deren Geschwister durch die preußische Regierung anerkannt.

## Wappen

Das Wappen der Raitz von Frentz von und zu Schlenderhan

Das Stammwappen zeigt ein durchgehendes goldenes Kreuz auf schwarzem Grund. Die Helmzier des Wappens besteht aus Hals und Kopf eines schwarzen Stieres mit goldenen Hörnern. Die Helmdecken sind schwarz-golden. Das älteste erhaltene Siegel mit dem Kreuzwappen datiert vom 20. Januar 1289 des „Theodericus dictus Raitze miles, civis Colon“ und seiner Söhne.
Das Wappen der Raitz von Frentz wurde jeweils anlässlich der Erhebung zweier Linien in den Reichsfreiherrenstand vermehrt.
Anlässlich der Erhebung der Linie Raitz von Frentz zu Kendenich und Stolberg in den Reichsfreiherrenstand wurde das Wappen dieser Linie 1635 wie folgt bestätigt:
Geviert: Feld 1 und 4: Ein durchgehendes goldenes Kreuz auf schwarzem Grund. Feld 2 und 3: In Silber zwei rote Sparren.
Das Wappen der Linie Raitz von Frentz von und zu Schlenderhan wurde anlässlich ihrer Erhebung in den Reichsfreiherrenstand im Jahr 1650 wie folgt bestätigt:
Geviert: Feld 1 und 4: Ein durchgehendes goldenes Kreuz auf schwarzem Grund. Feld 2 und 3: In Silber ein schwarzer Balken, belegt mit 3 goldenen Amseln. Herzschild: Rot-blau geteilt, darüber ein silberner, goldgekrönter Löwe. Der Herzschild wurde anlässlich der Verleihung der Reichsfreiherrenwürde zusätzlich aufgenommen.

## Besitzungen (derzeit im Besitz der Familie)
- Haus Stapel (Westfalen)
- Burg Dreiborn (Eifel)
- Untere Burg Antweiler (Eifel)
- Burg Müttinghoven in Morenhoven
- Bakenhof (Rheinland)

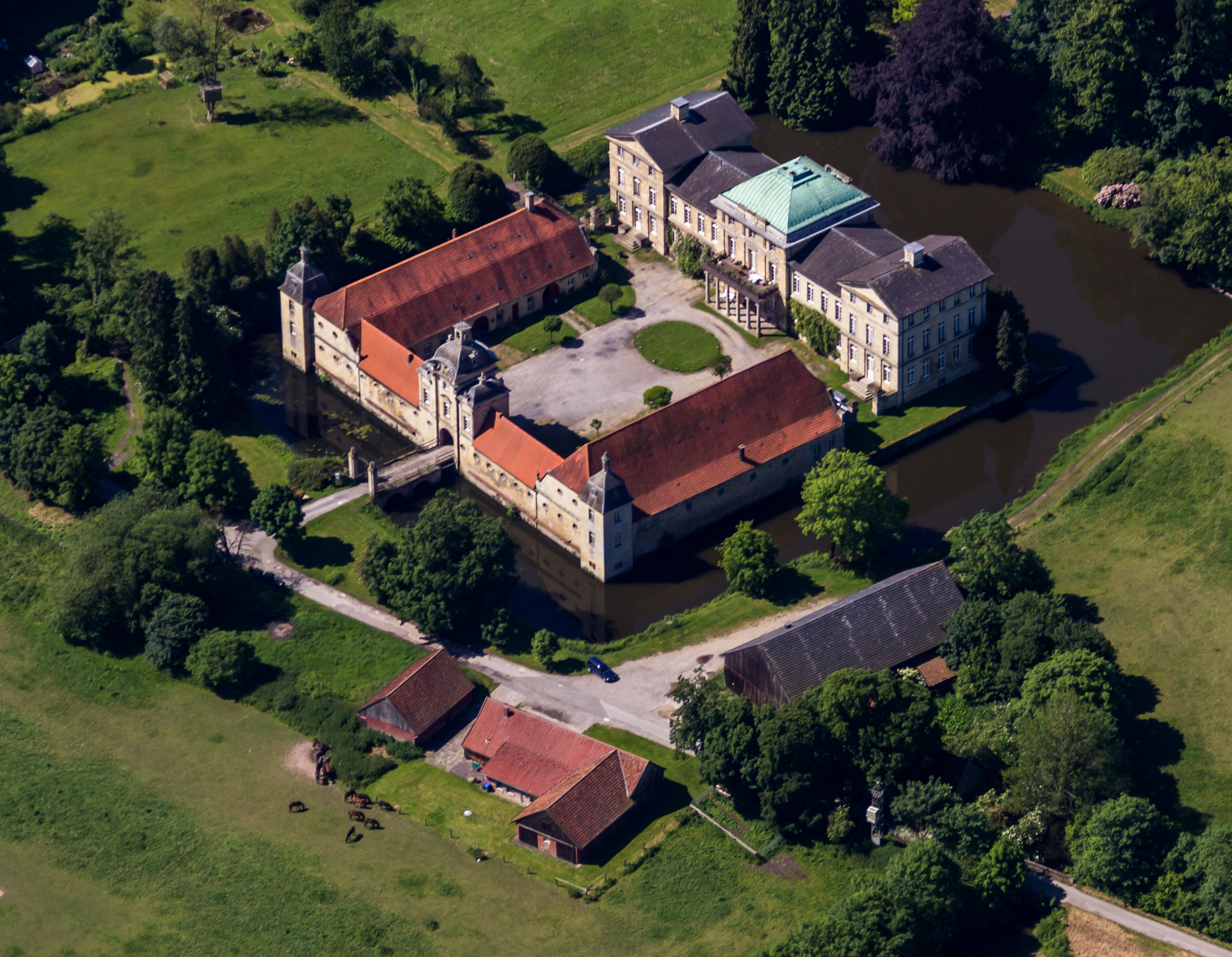
Haus Stapel (Gesamtanlage)
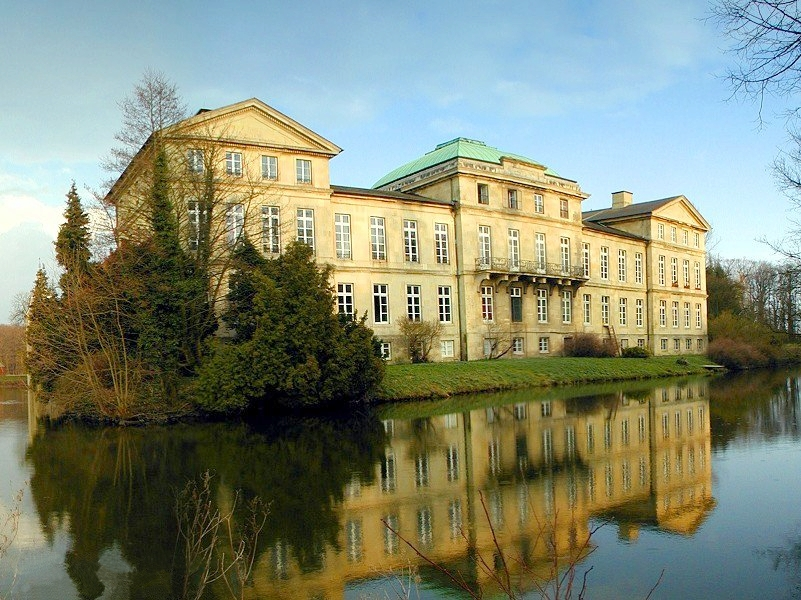
Haus Stapel (Haupthaus)
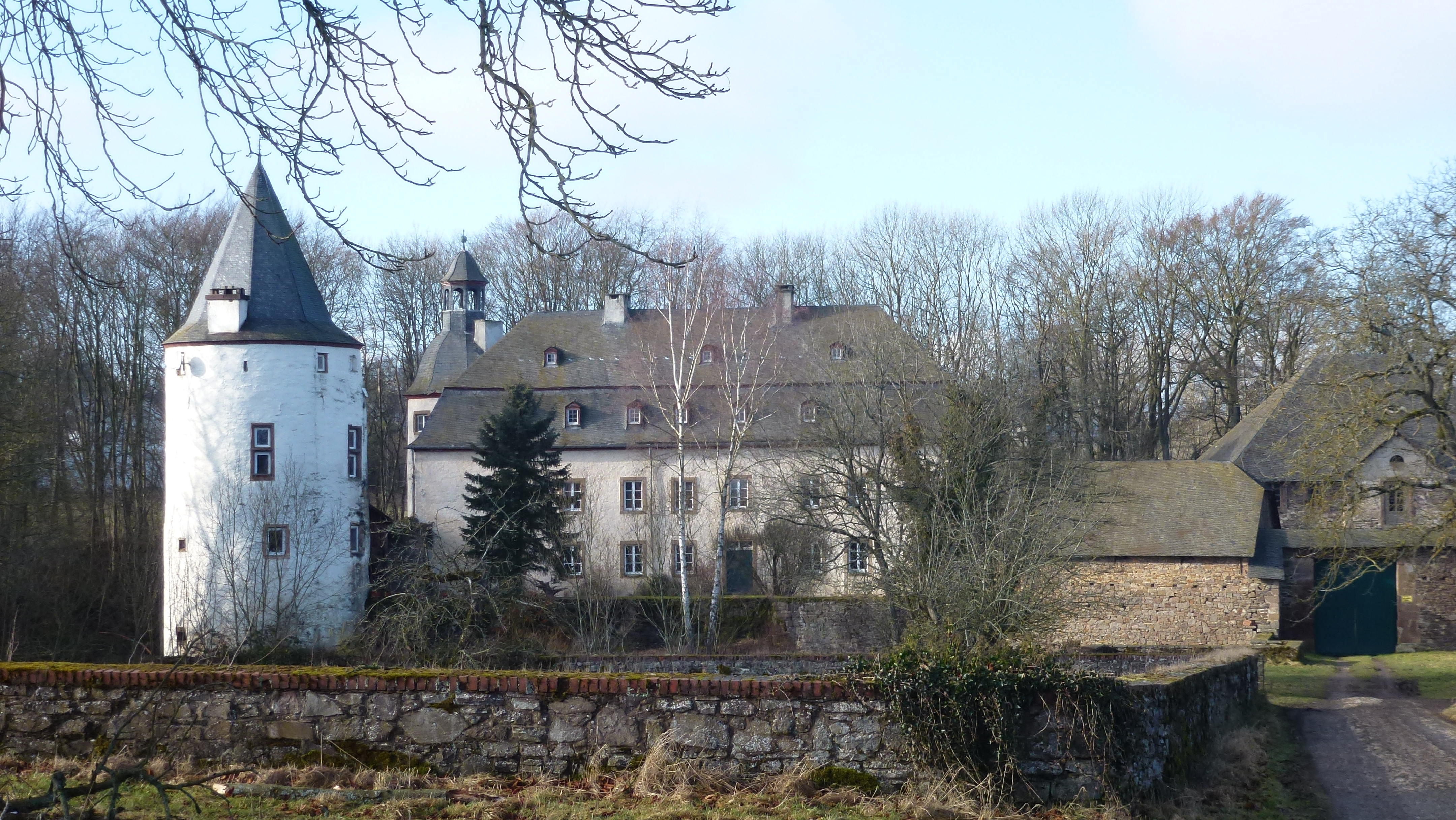
Burg Dreiborn (Eifel)
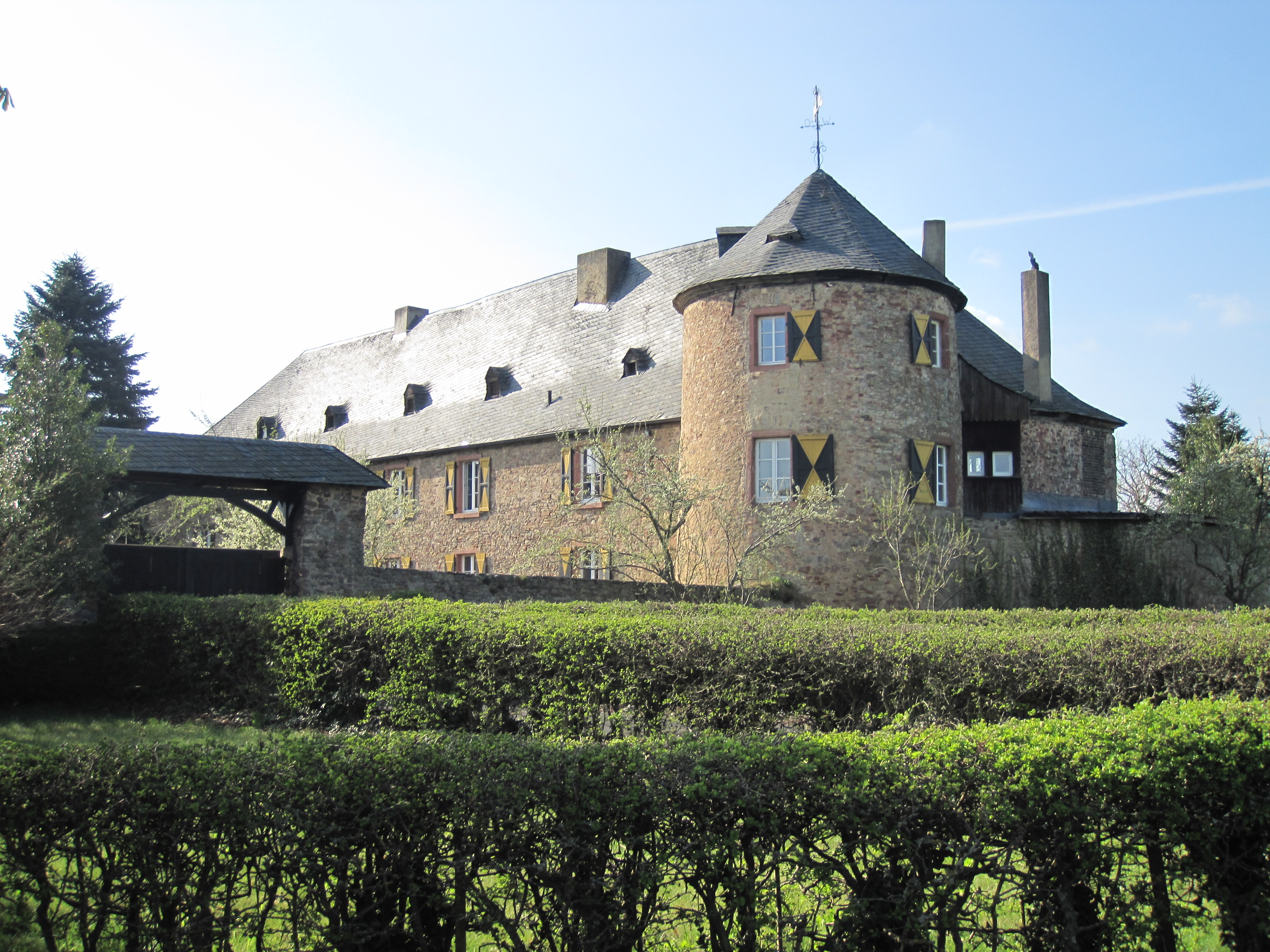
Untere Burg Antweiler (Eifel)
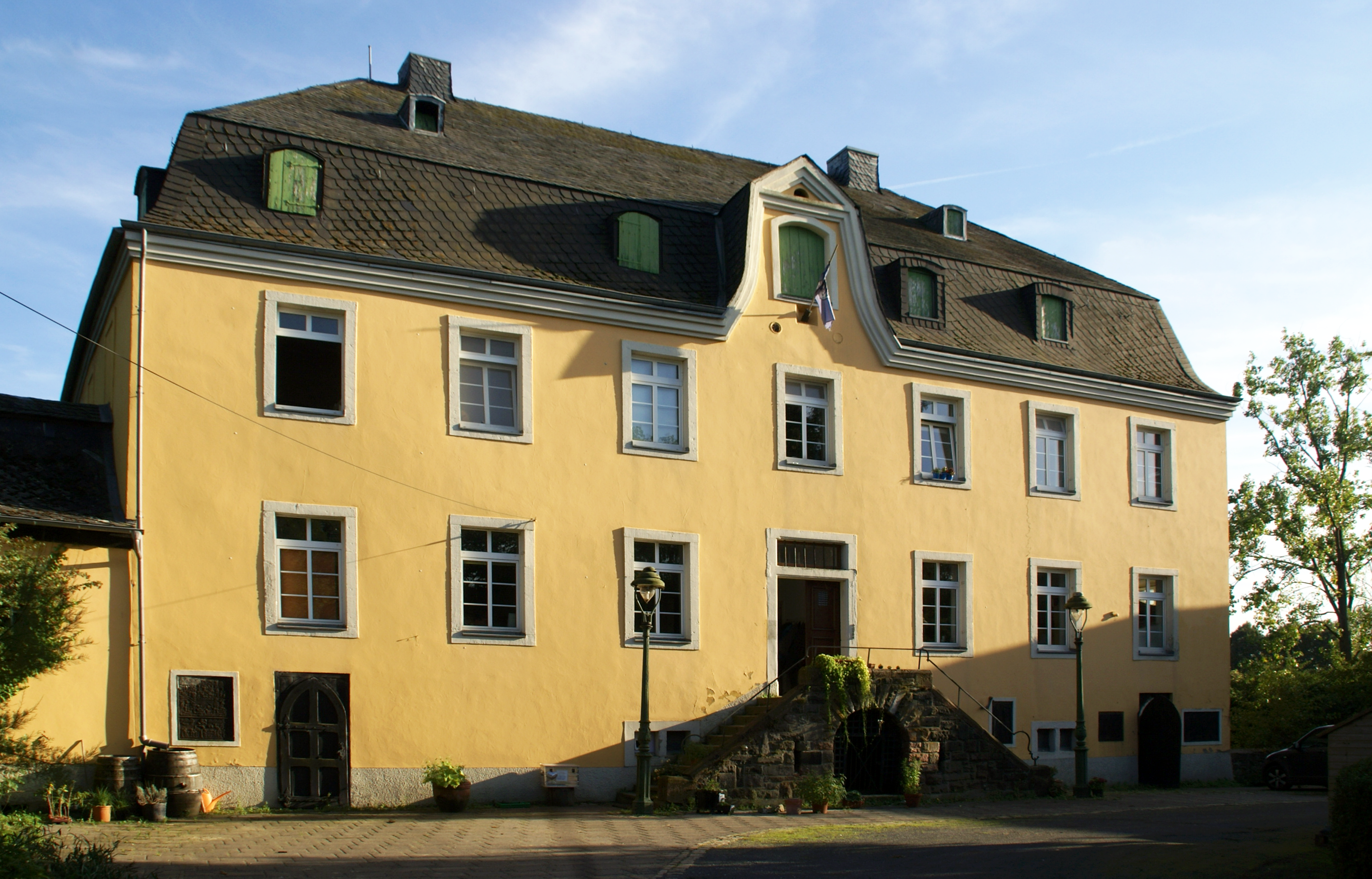
Burg Müttinghoven
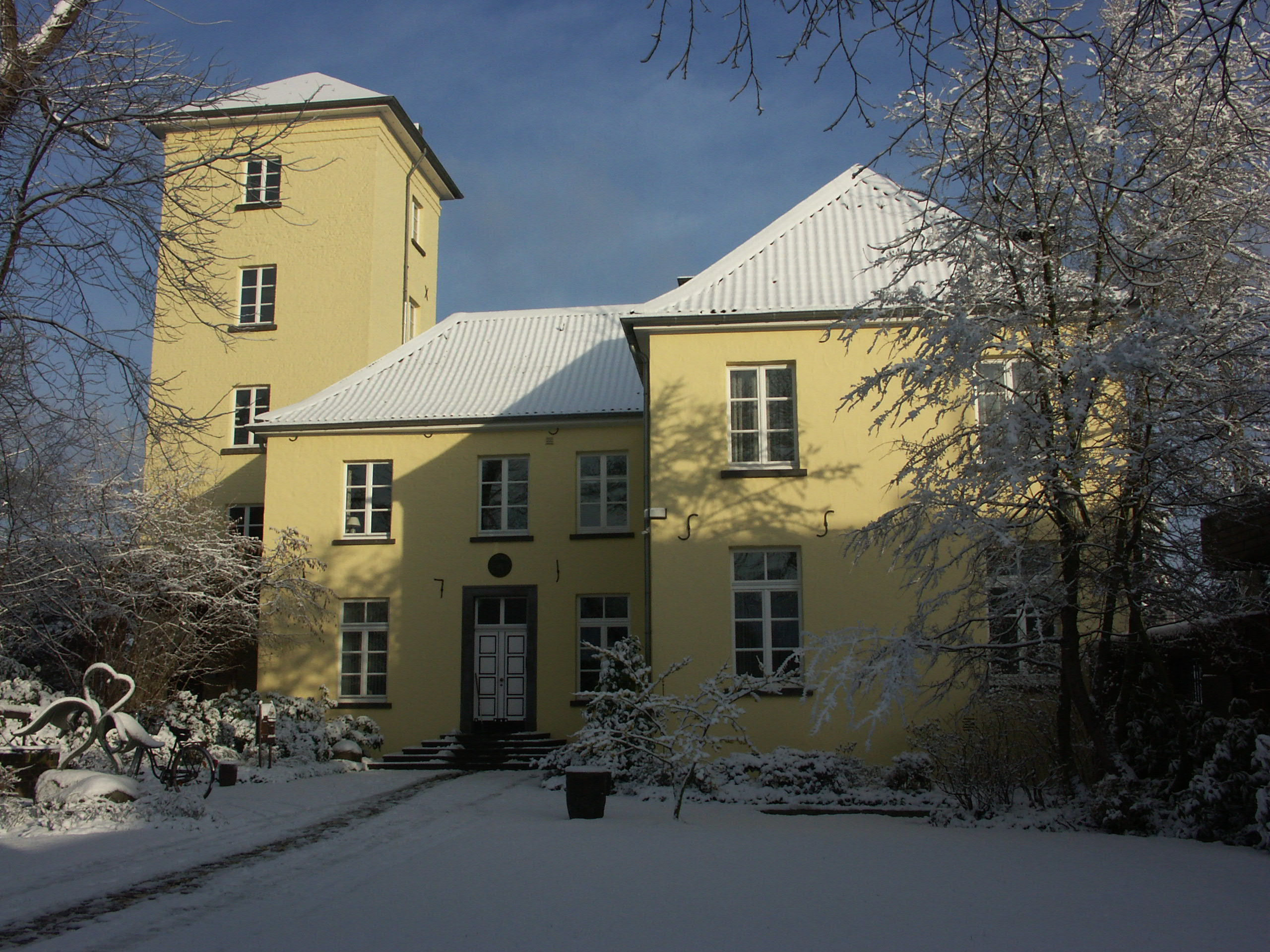
Bakenhof

## Herrschaften und Besitzungen (ehemals im Besitz der Familie)

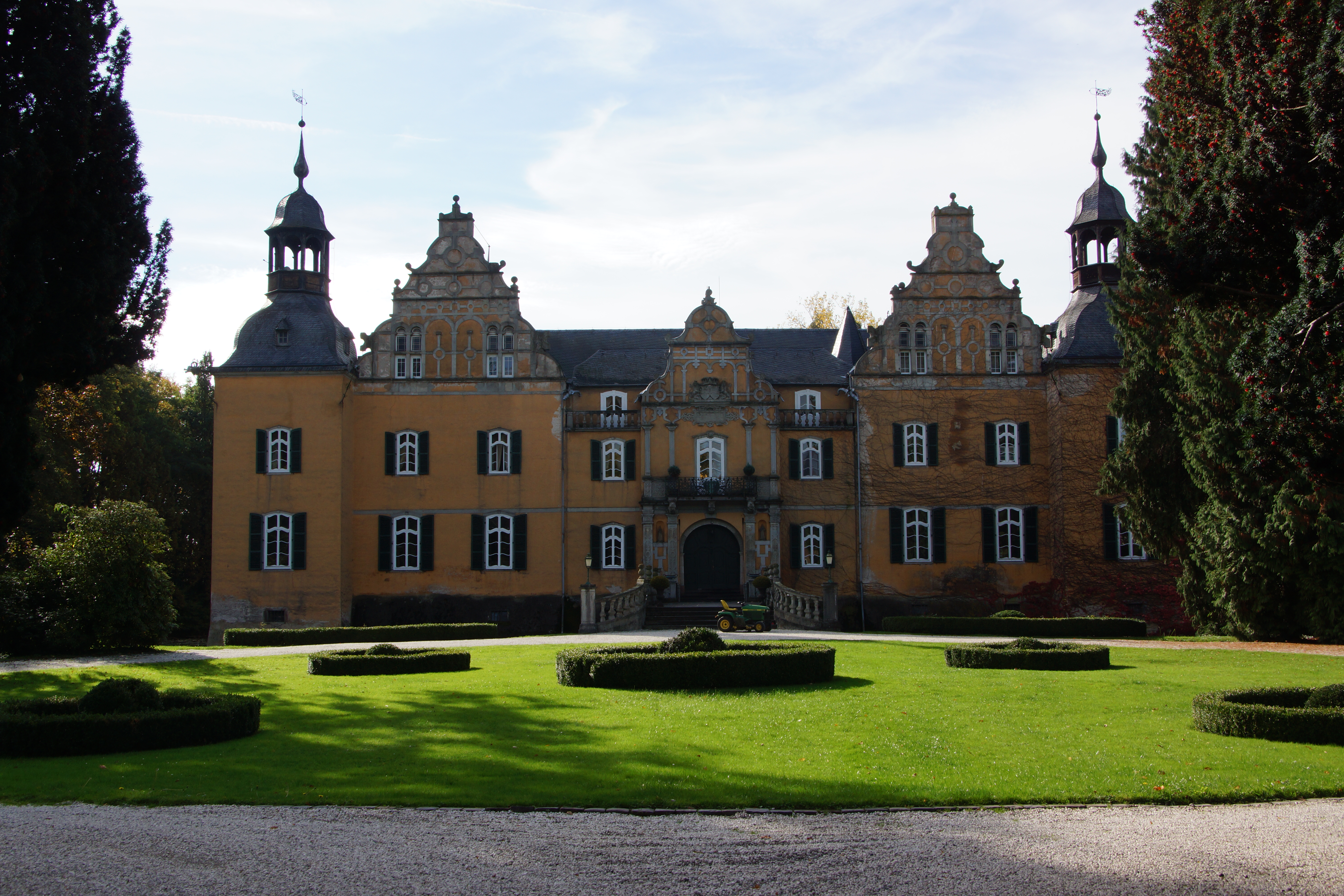
Schloss Frens (Frentz)

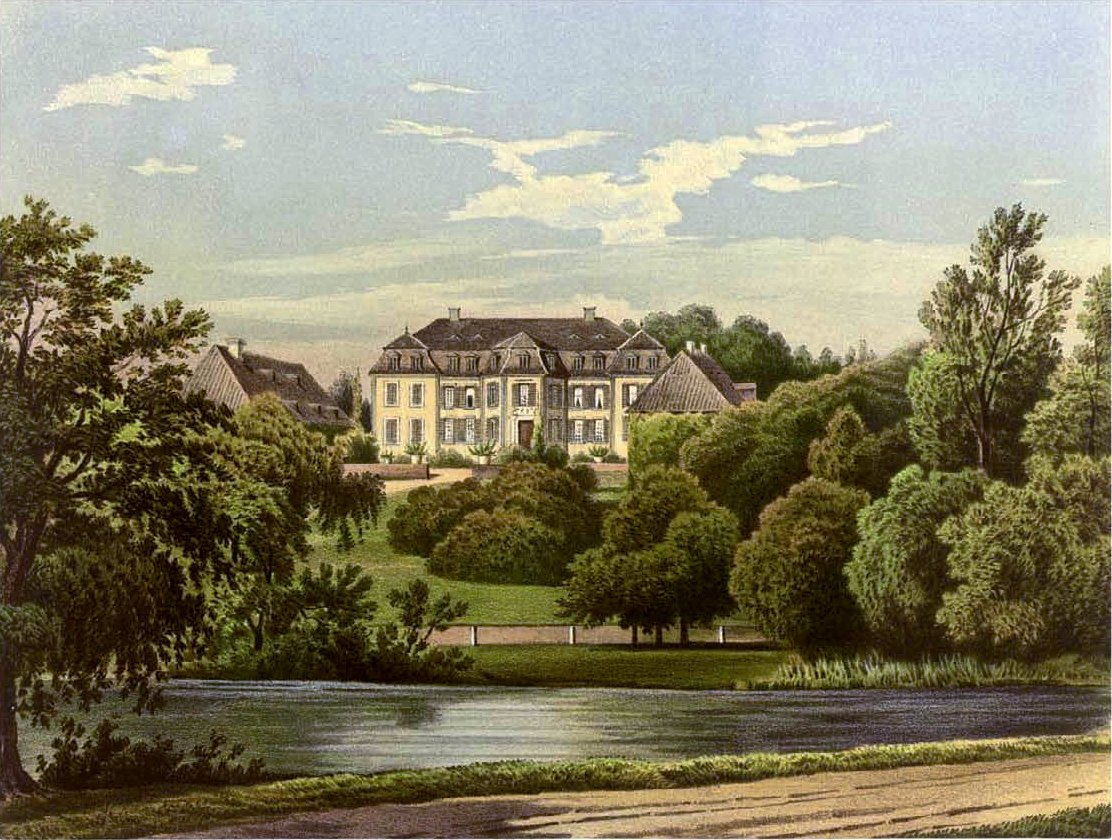
Schloss Schlenderhan

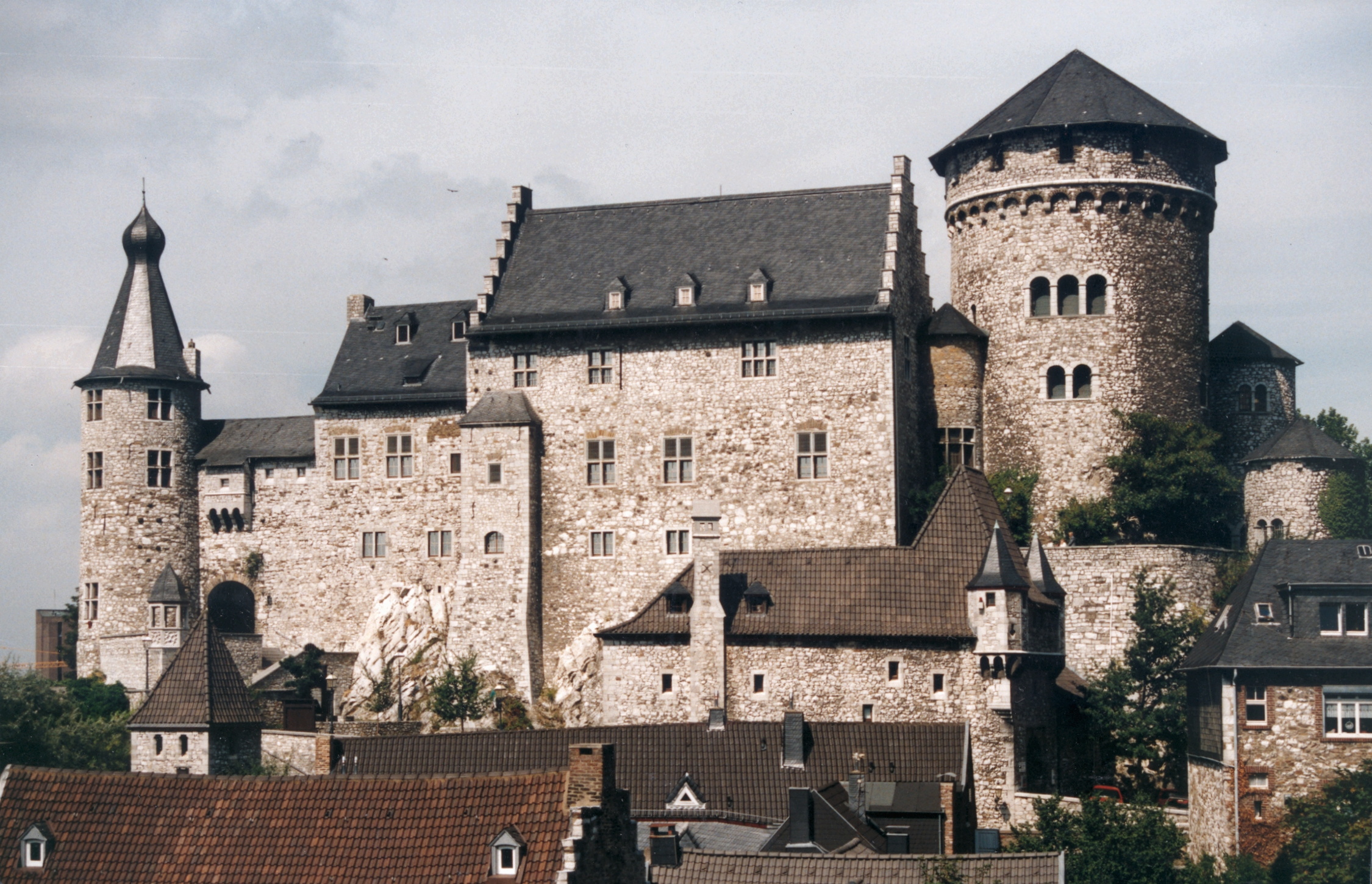
Burg Stolberg

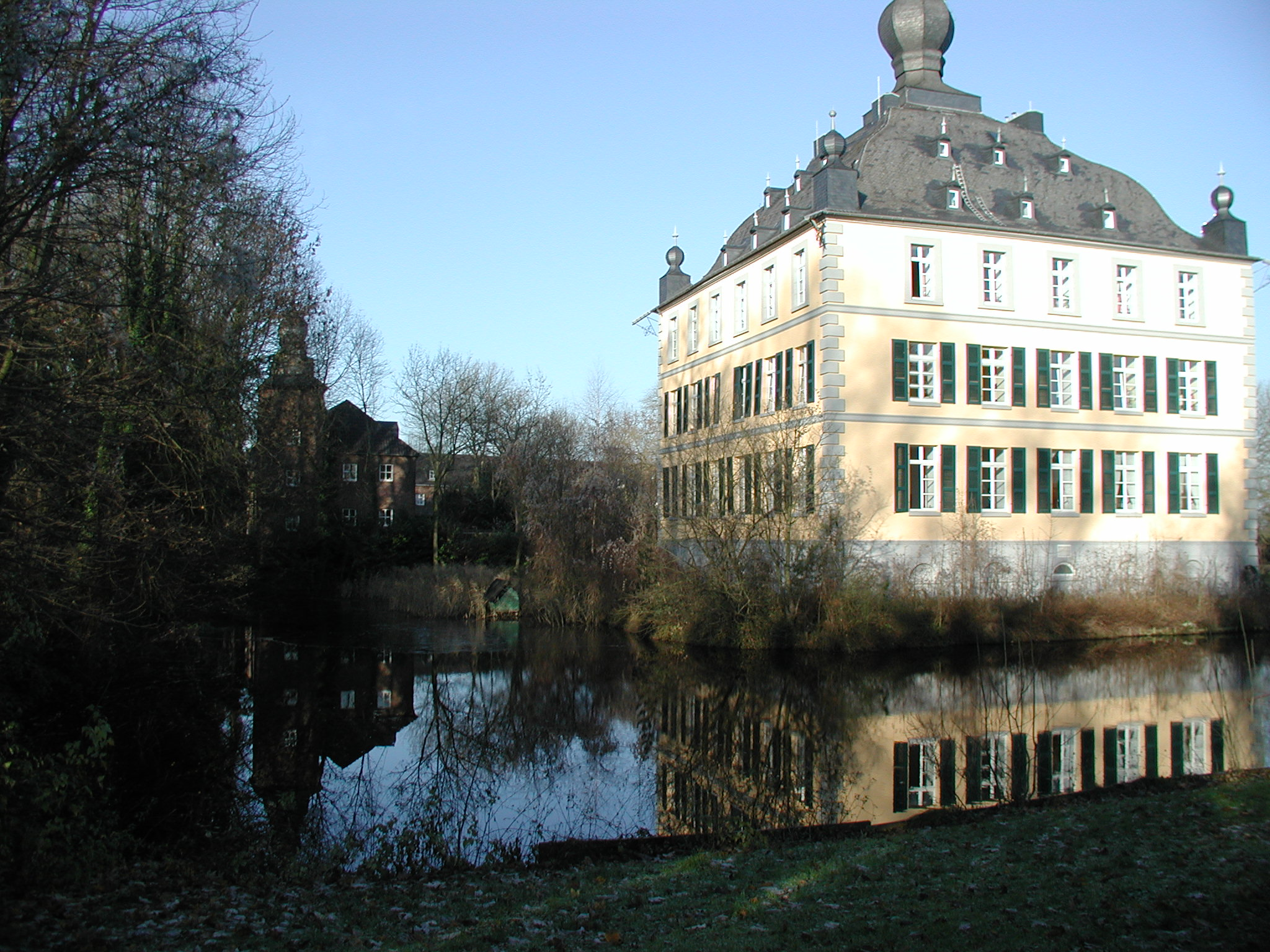
Burg Kendenich

- Herrschaft und Schloss Frens (Frentz) (Rheinland)
- Herrschaft und Schloss Schlenderhan (Rheinland)
- Herrschaft und Burg Stolberg (Rheinland)
- Herrschaft und Burg Fliesteden (Rheinland)
- Herrschaft und Burg Geyen (Rheinland)
- Herrschaft und Schloss Kellenberg (Rheinland)
- Herrschaft und Schloss Garath (Rheinland)
- Herrschaft und Haus Hall (Rheinland)
- Herrschaft und Schloss Martfeld (Westfalen)
- Herrschaft und Burg Blens (Rheinland)
- Herrschaft und Schloss Kendenich (Rheinland)
- Herrschaften Bachem, Hemmerich und Bießen
- Herrschaft und Burg Kühlseggen (Rheinland)
- Amt und Burg Hirschhorn (Neckar)
- Herrschaft und Schloss Elsum (Rheinland)
- Herrschaft und Burg Ulmen (Eifel)
- Herrschaft und Schloss Föhren (Eifel)
- Herrschaft und Schloss Odenkirchen (Rheinland)
- Herrschaft und Schloss Benatek (Böhmen)
- Herrschaft und Burg Randerath (Rheinland)
- Herrschaft und Schloss Listringhausen
- Herrschaft und Burg Badinghagen
- Herrschaft und Haus Paland
- Herrschaft und Burg Gusdorf
- Herrschaft und Burg Dattenberg
- Herrschaft Nagelsgaul
- Rittergut Hausen

## Bekannte Familienmitglieder
- Henricus Raitz - „Henricus de foro“, Bürgermeister der freien Reichsstadt Köln (1182), Schöffe des Kölner Hochgerichts.
- Theodericus Raitz, Ritter, Bürgermeister der freien Reichsstadt Köln (1271–1272), Schöffe, dominus, civis Coloniensis.
- Rutger I. Raitz († 1330), Ritter, Bürgermeister der freien Reichsstadt Köln (1305–1306), Schöffe, Mitglied des engeren Rats der freien Reichsstadt Köln, Gesandter der freien Reichsstadt Köln am Hofe Papst Johannes XXII. zu Avignon. Er kämpfte in der Schlacht  bei Worringen (1288).
- Johann I. Raitz, Ritter, er kämpfte in der Schlacht bei Worringen (1288).
- Tilman (Dietrich IV.) Raitz, Ritter, er kämpfte in der Schlacht bei Worringen (1288).
- Rutger II. Raitz, Ritter und Schöffe; 1321 Mitglied des engeren Rats; 1320 Gesandter der freien Reichsstadt Köln am Hofe des Papstes Johannes XXII zu Avignon; kaufte 1299 den späteren Reizerhof in der Drankgasse (curia Razonis); 14. Juli 1325 Amtmann der Richerzeche der freien Reichsstadt Köln.
- Rutger III. Raitz von Frentz († 1369), Ritter, Bürgermeister der freien Reichsstadt Köln (1341–1342); berühmter Kriegsheld unter König Philipp von Valois, Graf Wilhelm III. von Holland, Herzog von Brabant, König Johann von Frankreich und König Karl V. von Frankreich. Er nahm an insgesamt 35 so genannten „Preussenreisen“ (32 Winter und 3 Sommerreisen) teil. Kein anderer Ritter hat an mehr Preussenreisen teilgenommen. Seine Heldentaten werden im Werk von Gelre beschrieben.
- Rutger (V.) Raitz von Frentz, Ritter des St. Hubertusorden; dieser Orden wurde anlässlich des Siegs in der Schlacht bei Linnich (a. d. Roer) am 3. November 1444 gegründet. In der Schlacht bei Linnich siegte Herzog Gerhard von Jülich und Berg gegen Arnold von Egmond, der sich des Herzogtums Geldern bemächtigte. Rutger (V.) Raitz von Frentz war unter den Helden, die der Herzog nach der Schlacht belohnte mit dem von ihm zum Andenken dieses Tages gestifteten Ritterordens des Hl. Hubertus, an dessen Festtage die Schlacht vorgefallen war.
- Engelbert Raitz von Frentz, (1445–1497), Prior der Benediktinerabtei Brauweiler.
- Johann Raitz von Frentz, Dompropst in Lüttich und Domherr in Münster und Speyer.
- Arnold Raitz von Frentz, Herr zu Diesendorf, Schönau und Martefeld († 1602), Hofmarschall des Kurfürstentum Köln und Amtmann zu Bonn.
- Johann Raitz von Frentz, Komtur der Kommende Ramersdorf des deutschen Ordens (1610–1612).
- Johann Ebertin Raitz von Frentz (vor 1600–1638), Domherr in Münster, Speyer und Lüttich.
- Johann Raitz von Frentz von und zu Schlenderhan (vor 1600–1640), Kanzler des letzten Herzogs Johann Wilhelm von Jülich-Kleve-Berg, seit 1613 des Herzogs von Jülich-Berg, Dompropst zu Lüttich, Domherr zu Münster und Speyer, fürstlich Pfalz-Neuburgischer Geheimer Rat.
- Arnold Raitz von Frentz von und zu Schlenderhan, Haushofmeister des letzten Herzogs Johann Wilhelm von Jülich-Kleve-Berg.
- Johann Dietrich Raitz von Frentz (1600–1675), Domherr in Münster und Speyer.
- Heinrich Adolf Reichsfreiherr Raitz von Frentz, Domherr zu Münster (1671–1673).

- Adolf Sigismund Reichsfreiherr Raitz von Frentz zu Kendenich (Reichsfreiherr seit 4. April 1635), Hausmarschall des Kurfürstentum Köln; Landhofmeister des Kurfürstentum Köln (1640–1651), Amtmann zu Hülchrath, seit 1620 mit dem Erbkämmereramt des Erzstiftes Köln belehnt. (vgl. dazu, insbesondere zum Amt als Landhofmeister: *Lutz Jansen: „Schloß Frens - Beiträge zur Kulturgeschichte eines Adelssitzes an der Erft“, Verein für Geschichte und Heimatkunde Quadrath-Ichendorf e. V., Bergheim 2008, Seite 107 m.w.N.; Landschaftsverband Rheinland - LVR-Archivberatungs- und Fortbildungszentrum: Die Urkunden des Archivs von Schloß Frens - Regesten, Band II: 1566–1649, Inventare nichtstaatlicher Archive 51 - 2011, Seiten 349 ff. m.w.N.)
- Ferdinand Reichsfreiherr Raitz von Frentz zu Kendenich, Erbkämmerer, geheimer Rat und seit 1647 auch Oberstallmeister des Erzstiftes Köln.
- Maria Adriana Raitz von Frentz, Fürstäbtissin der freien Reichsabtei Burtscheid (1614–1616).
- Anna Raitz von Frentz, Fürstäbtissin der freien Reichsabtei Burtscheid (1616–1639).
- Henriette (Henrica) Reichsfreiin Raitz von Frentz, Fürstäbtissin der freien Reichsabtei Burtscheid (1639–1674).
- Johanna Reichsfreiin Raitz von Frentz, Fürstäbtissin der freien Reichsabtei Burtscheid (1675–1676).
- Johanna Magaretha Reichsfreiin Raitz von Frentz (Klostername Placida), († 1680) Äbtissin von Kloster St. Aegidius in Münster, zuvor Priorin.
- Winand Hieronymus Reichsfreiherr Raitz von Frentz von und zu Schlenderhan (* 1613), (Reichsfreiherr seit 1650), Erbburggraf des Erzstiftes Köln (seit 1652), Burggraf zu Odenkirchen (seit 1652), Herr zu Schlenderhan, Kellenberg, Hattenheim, Kleinenbroich, Randerath usw.
- Franz Winand Reichsfreiherr Raitz von Frentz (1658–1721), Kanonikus am kaiserlichen Stift zu Aachen.
- Johann Adolf Reichsfreiherr Raitz von Frentz (1637–1669), Domherr zu Münster, Paderborn und Hildesheim, Sohn des Landhofmeisters des Kurfürstentums Köln, Adolf Sigismund Reichsfreiherr Raitz von Frentz und seiner Frau Maria Katharina, geb. von Aldenbrück genannt von Velbrück.
- Edmund Hermann Raitz von Frentz zu Kendenich (* nach 1690–1721) war Domherr in Münster, Trier, Hildesheim und Worms sowie Stiftsherr in Basel. Er wurde als Sohn des Franz Carl Freiherr Raitz von Frentz zu Kendenich (kurkölnischer Geheimer Rat) und dessen Gemahlin Helena Isabella von Brabeck geboren. Im Jahre 1707 erhielt er durch päpstliche Provision eine Dompräbende in Münster. Er war hier Subdiakon. Eine Teilnahme an den Kapitelssitzungen in Münster ist nicht dokumentiert. Edmund Hermann war auch Domherr in Trier, Hildesheim und Worms sowie Stiftsherr in Basel.
- Arnold Reichsfreiherr Raitz von Frentz von und zu Schlenderhan, (Reichsfreiherr seit 1650), Domherr zu Lüttich und Speyer.
- Franz Winand Reichsfreiherr Raitz von Frentz (1738–1785), Kanonikus am kaiserlichen Stift zu Aachen.
- Franz Anton Arnold Freiherr Raitz von Frentz (1703–1732), Domherr (Domkapitular) zu Worms.
- Lambertina Irmgardis Reichsfreifrau Raitz von Frentz von und zu Schlenderhan, Burggräfin von Odenkirchen, verheiratet seit 1. Dezember 1647 mit Winand Hieronymus Reichsfreiherrn Raitz von Frentz von und zu Schlenderhan, Burggrafen von Odenkirchen, geborene Reichsfreiin und Burggräfin von Werth, Tochter des berühmten und volkstümlichen Reitergenerals Johann Reichsfreiherr und Burggraf von Werth, genannt Jan von Werth.
- Franz Freiherr Raitz von Frentz von und zu Schlenderhan (1763–1821), Ritter des Roten Adlerordens, Herr auf Schlenderhan, Kleinenbroich, Hattenheim, Listringhausen, Badinghagen, Paz, Genkel, Hesmike, Neuenhof und Meulengrind.
- Maria Katharina Reichsfreiin Raitz von Frentz, Kanonisse von Freckenhorst (1705–1721).
- Maria Theresia Reichsfreiin Raitz von Frentz, Stiftsdame des Damenstifts Nottuln (1774–1792).
- Adolf Carl Freiherr Raitz von Frentz (1797–1867), preußischer Verwaltungsbeamter und Landrat.
- Emmerich Freiherr Raitz von Frentz (1803–1874), Ritterhauptmann der Rheinischen Ritterschaft, Schlosshauptmann von Benrath, Herr auf Schloss Garath, Landrat im Kreis Düsseldorf.
- Jakob Freiherr Raitz von Frentz (1826–1884), Abgeordneter des Reichstags des Norddeutschen Bundes (seit 1867 - er war bereits Mitglied seiner konstituierenden Sitzung), Landtagsmarschall und Abgeordneter des rheinischen Provinziallandtages, Mitglied des preußischen Abgeordnetenhauses, Schlosshauptmann von Schloss Stolzenfels, Landrat, Polizeipräsident.
- Emmerich Freiherr Raitz von Frentz (1857–1930), preußischer Generalleutnant.
- Josef Freiherr Raitz von Frentz (1858–1922), preußischer Generalleutnant, Ehrenritter des souveränen Malteser Ritterordens.
- Maximilian Freiherr Raitz von Frentz (1880–1963), deutscher Generalleutnant im Zweiten Weltkrieg.
- Jakobus-Maximilian Freiherr Raitz von Frentz (1885–1967), Politiker (Deutsche Zentrumspartei), Landrat von Lippstadt, Landrat von Koblenz, Senatspräsident am Verwaltungsgerichtshof von Rheinland-Pfalz.
- Edmund Freiherr Raitz von Frentz (1887–1964), päpstlicher Geheimkämmerer di spada e cappa, Ehrenritter des souveränen Malteser Ritterordens, Großkreuz des Konstantinordens vom St. Georg, Schriftsteller und Journalist.
- Josef Freiherr Raitz von Frentz (1895–1977), Wirtschaftswissenschaftler und Verbandsorganisator.
- Emmerich Friedrich Karl Thaddäus Sigmund Maximilian Hubertus Maria Freiherr Raitz von Frentz (1889–1968), Priester der Societas Jesu, bekannter Jesuit und Verfasser verschiedener theologischer Schriften, u. a. Selbst Verleugnung - Eine Aszetische Monographie, 1936, Verlagsanstalt Benziger & Co. AG, Einsiedeln.
- Irmgard Freifrau Raitz von Frentz (1912–1998), geborene von Bohlen und Halbach, Tochter von Gustav Krupp von Bohlen und Halbach, Vorsitzender des Aufsichtsrats der Friedrich Krupp AG, und der Bertha Krupp von Bohlen und Halbach, geborene Krupp. Irmgard Freifrau Raitz von Frentz heiratete in zweiter Ehe, nach dem Tod ihres ersten Ehemanns Johann (Hanno) Freiherr Raitz von Frentz, am 19. Juni 1952 den bayerischen Landwirt Robert Eilenstein (1920–1986).